# Albion (Idaho)
Pour les articles homonymes, voir Albion (homonymie).
Albion est une ville américaine située dans le comté de Cassia en Idaho.
| 1880 | 1890 | 1900 | 1910 | 1920 | 1930 |
| ---- | ---- | ---- | ---- | ---- | ---- |
| 257  | 179  | 306  | 392  | 388  | 262  |

| 1940 | 1950 | 1960 | 1970 | 1980 | 1990 |
| ---- | ---- | ---- | ---- | ---- | ---- |
| 357  | 610  | 415  | 229  | 286  | 305  |

| 2000 | 2010 | - | - | - | - |
| ---- | ---- | - | - | - | - |
| 262  | 267  | - | - | - | - |

Selon le recensement de 2010, Albion compte 267 habitants. La municipalité s'étend sur 0,47 mille carré (1,22 km2).